# Saidapur
Saidapur es una ciudad censal situada en el distrito de Satara en el estado de Maharashtra (India). Su población es de 13913 habitantes (2011). Se encuentra a 5 km de Satara y a 102 km de Pune.

## Demografía
Según el censo de 2011 la población de Saidapur era de 13913 habitantes, de los cuales 6986 eran hombres y 6927 eran mujeres. Saidapur tiene una tasa media de alfabetización del 88,97%, superior a la media estatal del 82,34%: la alfabetización masculina es del 93,78%, y la alfabetización femenina del 84,17%.